# Нюарк он Трент
Нюарк он Трент (на английски: Newark-on-Trent) е град в източната част на област (графство) Нотингамшър – Ийст Мидландс, Англия. Той е административен и стопански център на община Нюарк и Шерууд. Населението на града към 2001 година е 35 454 жители.

## География
Нюарк он Трент е разположен по поречието на Река Трент в източната част на общината близо до границата с графство Линкълншър. Най-големия град в областта – Нотингам се намира на около 25 километра в югозападна посока. Столицата Лондон отстои на около 180 километра в южна посока.

## Демография
Изменение на населението за период от две десетилетия 1981 – 2001 година:
| година    | 1981   | 1991   | 2001   |
| --------- | ------ | ------ | ------ |
| население | 33 143 | 35 129 | 35 454 |